# Madrigale senza suono
Madrigale senza suono (Madrigale senza suono: morte di Carlo Gesualdo, principe di Venosa) è un romanzo di Andrea Tarabbia, pubblicato nel 2019, finalista al Premio Stresa di narrativa e vincitore del Premio Campiello.

## Trama

### Il racconto di Stravinskij
Il musicista Igor' Fëdorovič Stravinskij, russo, ma residente a Los Angeles, si trova in Italia nell'anno 1956 per l'esecuzione a Venezia di una sua composizione.. In seguito fa un viaggio a Napoli e a Gesualdo, per visitare i luoghi dove visse il compositore Carlo Gesualdo principe di Venosa. A Napoli viene in possesso di un inedito, una cronaca che si dichiara redatta da Gioachino Ardytti, domestico del principe musicista. Tornato negli Stati Uniti, Stravinskij fa tradurre il manoscritto, ma nutre forti dubbi sulla sua autenticità. Nel racconto perciò vengono intrecciate la storia narrata nel manoscritto con le considerazioni di Stravinskij. Viene anche descritta la genesi di un suo lavoro, il Monumentum pro Gesualdo da Venosa ad CD Annum, concepito per essere eseguito nel 1960, in occasione dei quattrocento anni dalla nascita di Carlo Gesualdo. La ricerca di Stravinskij sulla veridicità del manoscritto si conclude con una lettera dell'illustre musicologo statunitense Glenn Watkins, che propone al compositore una sua lettura del testo, indicandone importanti omissioni, e importanti novità.

### Storia di Gesualdo da Venosa secondo il manoscritto

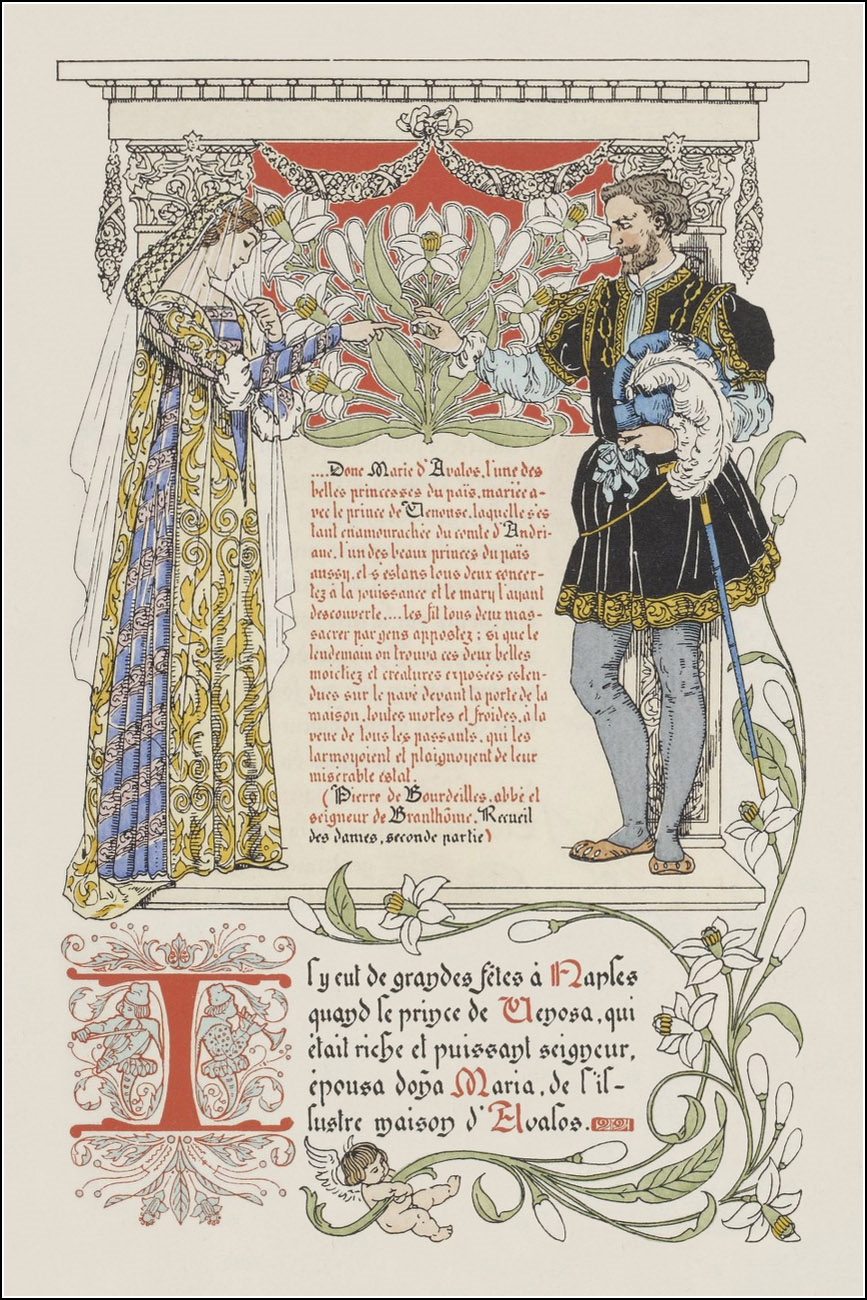
Maria d'Avalos e Carlo Gesualdo

Carlo, figlio secondogenito del principe Fabrizio Gesualdo, si trova in un convento di gesuiti a Roma, destinato ad una grande carriera ecclesiastica, in quanto nipote di due cardinali: Carlo Borromeo, fratello della madre e poi Beato e Santo e Alfonso Gesualdo, fratello del padre, più volte candidato al Papato. Ma, non ancora ventenne, viene richiamato nei feudi paterni come erede, in seguito alla morte del fratello maggiore Luigi. Qui giunto, gli viene prospettato il matrimonio con la cugina Maria d'Avalos, due volte vedova e di cui è segretamente innamorato. Il giovane è ebbro di felicità per le nozze e la nascita di un bimbo, Emanuele.
I coniugi risiedono stabilmente a Napoli, per frequentare la Corte. Per motivi non descritti, Maria intreccia una relazione adulterina con Fabrizio Carafa, duca d'Andria, e le delazioni, abilmente manovrate, spingono Carlo a sorprendere in flagrante i due e ad assassinarli, con l'aiuto di numerosi domestici. Dalle viscere di Maria viene estratto un nascituro che sarà poi relegato a vivere in stato di bestia nelle segrete del castello di Gesualdo. Dopo il massacro, il principe fugge nel suo feudo e si dedica a sperimentare forme di composizione musicale inusitate, ma è convinto a contrarre un altro matrimonio con Eleonora d'Este. Perciò, lasciato il suo isolamento, raggiunge Ferrara.
La città è governata da Alfonso II d'Este, che si circonda dei migliori poeti e musicisti. Qui Carlo fa stampare due libri di madrigali. Ma cade nelle attrattive di una dama, Aurelia, che diventa sua amante. La consorte invece si rivela troppo attaccata alla sua città, dove vuole assolutamente partorire il primogenito, Alfonsino. Le permanenze a Gesualdo, per Eleonora, sono cagione di depressioni; quando il piccolo Alfonsino muore per una malattia sconosciuta ai medici, la donna quasi impazzisce. Anche Carlo però è prostrato da mali indecifrabili; in mancanza di moventi migliori, si accusa donna Aurelia di pratiche stregonesche, con la complicità di una popolana. Entrambe finiscono nelle segrete del castello, fino alla loro duplice morte.

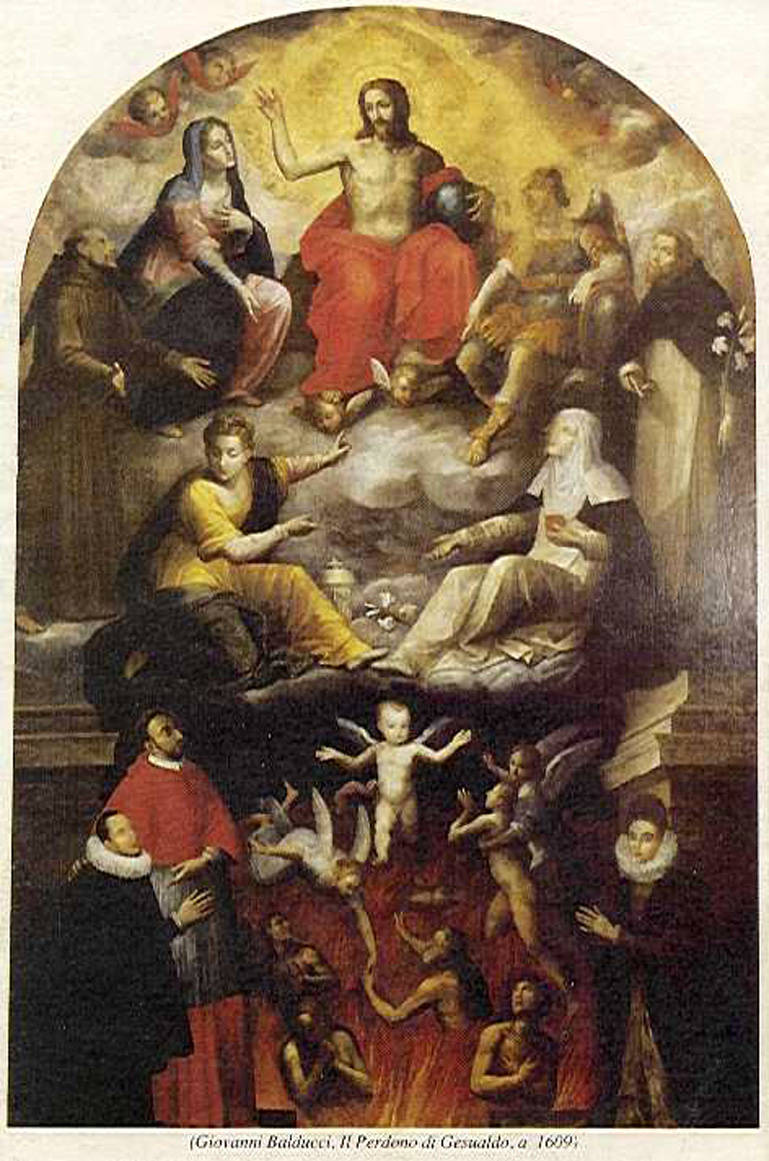
Giovanni Balducci, Pala del Perdono, 1609, olio su tela, Chiesa di Santa Maria delle Grazie, Gesualdo (AV)

Trascorrono gli anni e il principe si isola progressivamente dai membri della sua famiglia; l'unico figlio superstite, Emanuele, lo ha maledetto per l'assassinio della madre e ha promesso che farà morire il nome dei Gesualdo, generando solo figlie. Alla ricerca del riscatto dai suoi peccati, Carlo compone musica sacra, realizzando i Tenebrae Responsoria, ciclo di canti liturgici per il Triduo pasquale, che esegue lui stesso nel 1611, con i musicisti presenti a Gesualdo. In precedenza, per la beatificazione dello zio Carlo Borromeo a cui non ha partecipato, scrive al cugino Federigo Borromeo, chiedendo una reliquia del santo parente. Federigo gli dona uno dei sandali con i quali lo zio visitava i malati di peste. A ciò si aggiunge la dedicazione di una pala d'altare, detta Il perdono di Gesualdo, commissionata a Giovanni Balducci ed esposta nella chiesa di Gesualdo.
Splendido mecenate (ha fatto edificare un teatro e ha chiamato a sé musici, liutai e uno stampatore), Carlo non smette di sperimentare soluzioni musicali; ma nulla riesce a fugare la sua malinconia. Finché il 20 agosto del 1613, giunge la notizia della morte del figlio Emanuele, privo di eredi maschi come aveva promesso. Colpito da questo nuovo lutto, il principe si rinchiude nella stanza da musica, rifiutando cibo e acqua, e attende la fine che giunge l'8 settembre. Il figlio da lui ripudiato, prigioniero nelle cantine, liberatosi nell'ultimo giorno di Carlo Gesualdo, giunge in prossimità della stanza lacero, lurido, ferito e ululante, come solo la morte può essere rappresentata.

### Lo scrivente, Gioachino Ardytti
Il misterioso compilatore della cronaca descrive se stesso come molto piccolo, con gambe di lunghezza diseguale e un aspetto deforme. Dichiara di aver incontrato Carlo Gesualdo nel convento di Roma, quando erano ragazzi, e da allora di non essersi mai separato dal suo signore, rimanendo con lui giorno e notte. Nascosto nelle stanze, ha assistito agli amplessi tra Carlo e Maria, e poi con donna Aurelia; ha partecipato alla strage di Maria e Fabrizio; è colui che ha estratto il feto dal grembo di Maria morente. In seguito, chiamato Ignazio il piccolo, gli ha fatto da carceriere per ventitre anni, nutrendolo con orribili e sanguinolente frattaglie, finché l'infelice si sarebbe liberato per giungere alla porta di colui che non ha voluto essergli padre.
Nel corso della lettura,Stravinskij ritiene che Ignazio non sia mai esistito, sebbene a Napoli sia circolata una leggenda di un figlio ripudiato e fatto morire. Ma anche l'identità di Gioachino è ben presto messa in dubbio, tanto per la sua onnipresenza accanto al principe, quanto per la dichiarata facoltà di nascondersi e di rimanere invisibile. Convintosi che Gioachino sia Gesualdo stesso, Stravinskij scrive al dotto musicologo Glenn Watkins, per sottoporgli il problema. Watkins assicura che mai fu presente a Gesualdo un domestico di nome Ardytti, nome che, con la grafia Arditti, sarebbe ebraico sefardita, quindi difficilmente collocabile presso un signore dell'epoca della Controriforma. Sulla vera identità del redattore, Watkins fa le sue ipotesi, indicando tra l'altro l'eventualità che, preso dal vortice della composizione del suo Monumentum, l'autore sia lo stesso Stravinskij.

## Edizioni
- Andrea Tarabbia, Madrigale senza suono: morte di Carlo Gesualdo, principe di Venosa, Torino, Bollati Boringhieri, 2019. ISBN 978-88-339-3132-6
- Andrea Tarabbia, Madrigale senza suono, Bollati Boringhieri Torino 2019.[6]